# Джордж Калеб Бінгем
Джордж Калеб Бінгем (George Caleb Bingham; 20 березня 1811, Огаста, Вірджинія — 7 липня 1879, Канзас-Сіті (Міссурі)) — американський художник, політик. Представник лумінізму. Відомий при житті як «Художник Міссурі».

## Життєпис
Син багатодітного фермера. Художник-самоучка. Навчався на майстра з червоного дерева. У 1838 році вирушив до Філадельфії, потім в Нью-Йорк, де вивчав картини американських майстрів. Спочатку створював сцени з життя простих людей. Потім створив серію картин з човнярами на річці Міссурі.
Виставляв свої роботи в Національній академії дизайну. Роботи його були помічені критиками. У 1845 році Американський художній союз придбав чотири картини художника, в тому числі «Торговці хутром в Міссурі». В кінці 1840-х років Бінгем став писати полотна на політичні теми. Зображував американців під час виборів, їх поведінку і реакцію. У 1856 році вирушив до Європи, де вивчав живопис в Дюссельдорфській художній школі.
Повернувшись на батьківщину, став займатися політикою в місті Міссурі. Спочатку член партії вігів, був обраний делегатом в законодавчий орган штату Міссурі до початку Громадянської війни в США, учасником якої він був. Чотири роки служив скарбником штату Міссурі. В останні роки життя Бінгем займав кілька постів в Канзас-Сіті, був генерал-ад'ютантом Міссурі.